# Ferdinando Andreucci
Ferdinando Andreucci (Siena, 15 giugno 1806 – Firenze, 11 febbraio 1888) è stato un avvocato e politico italiano.

## Biografia
Nato nel 1806 a Siena da Giovanni e Isabella Pallini, si è laureato in diritto a Pisa nel 1830 a 24 anni. 
Ha ricoperto nel Granducato di Toscana le cariche di membro del Consiglio generale (Toscana) (1848)
membro della Consulta di Stato (Toscana) (1859) e membro e vicepresidente dell'Assemblea dei rappresentanti (Toscana) (1859).
È stato eletto deputato del Regno di Sardegna nel 1860 per il collegio di Colle di Val d'Elsa.
Quindi deputato del Regno d'Italia per quattro legislature, dal 1861 al 1871, quando è stato nominato senatore.
È stato socio dell'Accademia dei Georgofili.